# Staje (przystanek kolejowy)
Staje (ukr. Стаївка, ros. Стаевка) – przystanek kolejowy w pobliżu miejscowości Staje, w rejonie czerwonogrodzkim, w obwodzie lwowskim, na Ukrainie. Leży na linii Rawa Ruska – Czerwonogród.
Przystanek istniał przed II wojną światową. Do 1951 leżał w Polsce.